# The Mayfair Set
The Mayfair Set est une série documentaire britannique en quatre épisodes réalisée par Adam Curtis, sorti en 1999.

## Fiche technique
- Titre français : The Mayfair Set
- Réalisation : Adam Curtis
- Production : BBC Two
- Pays d'origine : Royaume-Uni
- Format : Couleurs - 35 mm
- Genre : documentaire
- Date de sortie : 1999

## Épisodes
1. Who Pays Wins
2. Entrepreneur Spelt S.P.I.V.
3. Destroy the Technostructure
4. Twilight of the Dogs

## Récompense
- British Academy Television Awards 2000 : Award for Best Factual Series or Strand